# Maple Leaf Gardens
Die Maple Leaf Gardens sind ein denkmalgeschütztes Gebäude in Toronto, das von 1931 bis 1999 die Heimat des Eishockey-Teams Toronto Maple Leafs war. Nach einem 2009 begonnenen Umbau zu einem Mehrzweckgebäude beherbergt es unter anderem die Veranstaltungshalle Mattamy Athletic Centre at the Gardens.

## Geschichte

### Ausgangslage
1927 hatte eine Gruppe um Conn Smythe den Verkauf der Toronto St. Patricks nach Philadelphia verhindert und in Toronto Maple Leafs umbenannt. Das Team wurde verstärkt und der Zuspruch in der Stadt war groß. Das damalige Stadion, die Mutual Street Arena war dem Andrang nicht mehr gewachsen und für Smythe drängte die Entscheidung, ein angemessenes Stadion zu bauen oder mit dem Team in eine andere Stadt zu ziehen. Er hatte ursprünglich zwei Standorte für ein Stadion ins Auge gefasst. Zum einen war dies am Anfang der Yonge Street direkt am Ontariosee, zum anderen am Knox College an der Spadina. Am ersteren Ort wollten die Besitzer einen zu hohen Preis, an zweiterem war die Nachbarschaft nicht von der Idee begeistert, dass eine Sportarena ihre Nachbarschaft stört. Im Herbst 1930 fiel sein Augenmerk auf einen günstigen Bauplatz an der Ecke Church und Carlton Street. Dort kreuzten zwei Straßenbahnlinien. Besitzer war die T. Eaton Co. Limited, die nicht weit entfernt mit dem Eaton Centre ein großes Einkaufszentrum unterhielt. Anfangs war man bei Eatons gegen das Projekt, aber Smythe gelang es die Verantwortlichen von der Idee zu begeistern, dass man mit der attraktivsten und am besten geplanten Sporthalle eine Sehenswürdigkeit für Toronto schaffen würde. Schließlich verkaufte man den Grund für 350.000 Dollar an Smythe.

### Der Bau

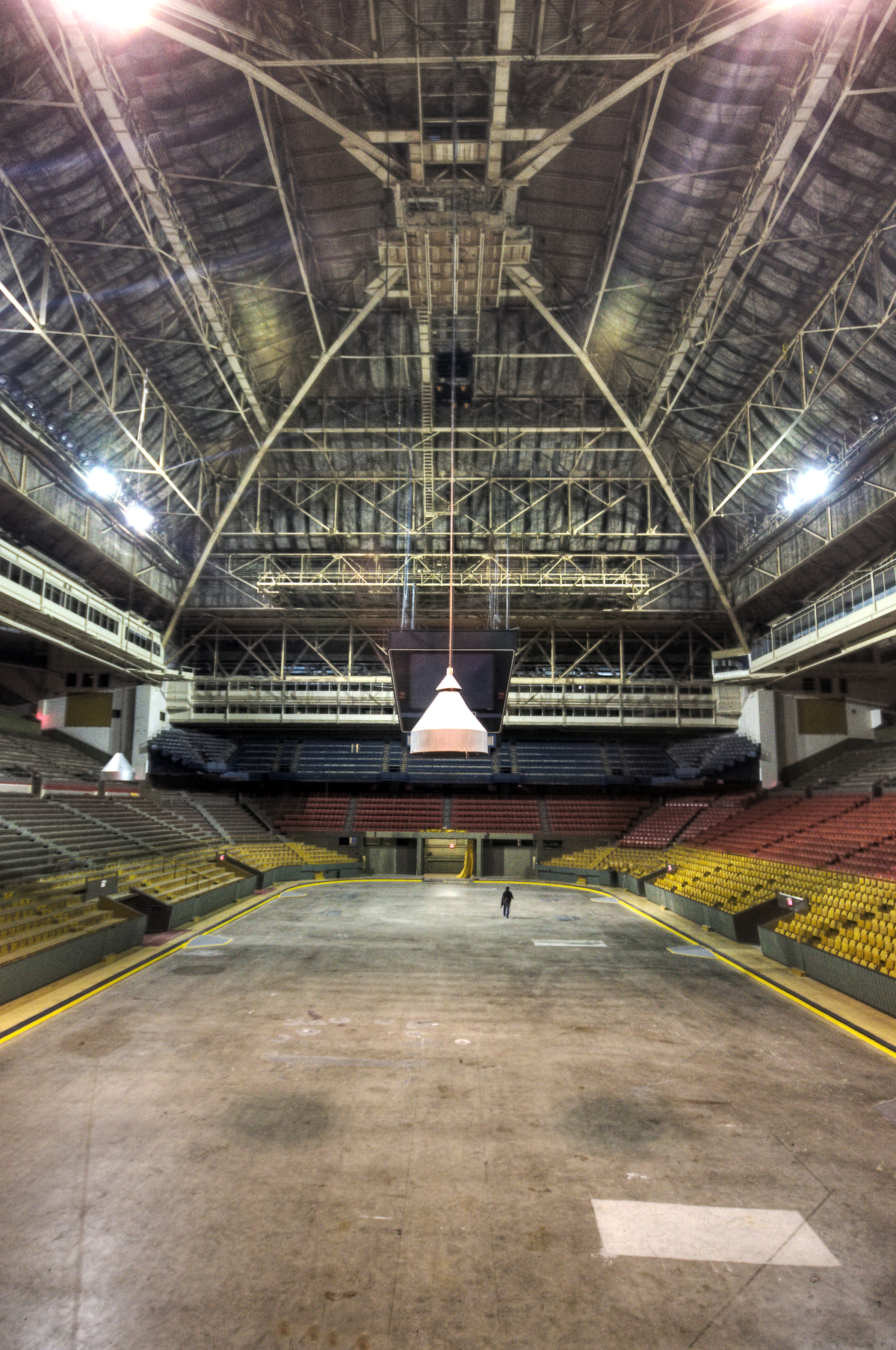
Innenansicht

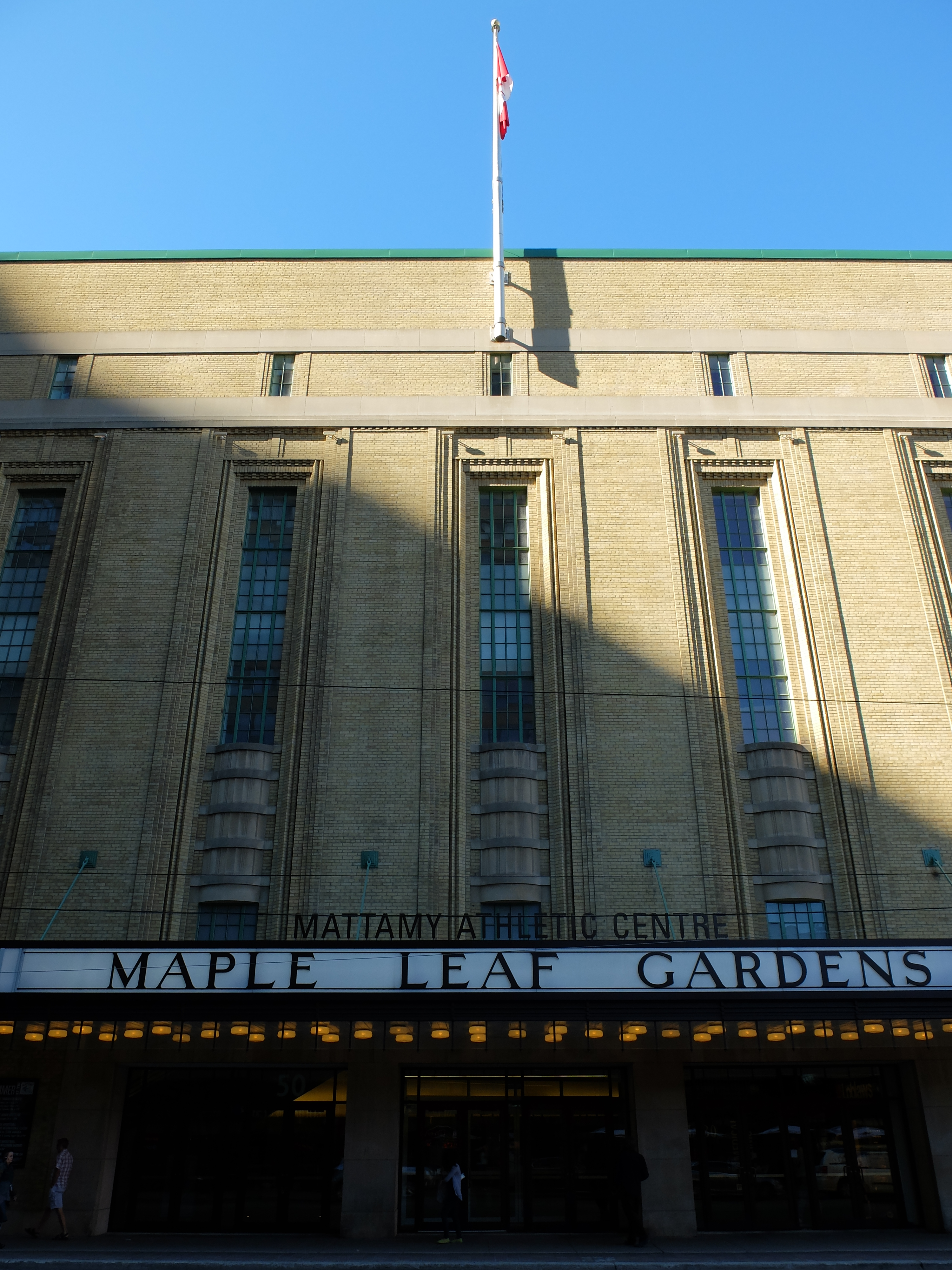
Frontansicht

Die prominenten Architekten Ross and Macdonald aus Montreal wurden verpflichtet, die in Toronto unter anderem das Royal York Hotel und die Union Station gebaut hatten. In Anlehnung an den Madison Square Garden entschied Smythe, dass das neue Stadion Maple Leaf Garden heißen sollte. Nachdem die ersten Zeichnungen erstellt waren beauftragte Smythe seinen Assistenten Frank J. Selke einen Prospekt für die Öffentlichkeit drucken zu lassen. Dieser sollte 10 Cent kosten und helfen zusätzliche Investoren zu finden. Als der bekannte Radioreporter Foster Hewitt hiervon in seiner Sendung berichtete, kamen fast 100.000 Anfragen denen 10 Cent beigefügt waren.
Am 24. Februar 1931 wurde die Maple Leaf Gardens Ltd. gegründet. Das Direktorium war mit einflussreichen Bankern und Industriellen besetzt. Eine Hypothek über 500.000 Dollar bewilligte die Sun Life Assurance. 100.000 Vorzugsaktien zu je 10 Dollar und 50.000 Aktien zu 3 Dollar wurden angeboten. Ab 1. April 1931 wurde mit dem Abriss der auf dem Baugrund stehenden Gebäuden begonnen, doch es traten Probleme mit der Finanzierung auf. Smythe und Selke gelang es kurzfristig ausreichend Investoren für das Projekt zu gewinnen.
Um den 1. Juni begann dann der tatsächliche Bau. Es waren 1.300 Arbeiter beteiligt, die 760 Tonnen Stahl, 750.000 Ziegel, 77.500 Säcke Zement, 1.100 Tonnen Kies, 70 Tonnen Sand, 320.000 Meter Bauholz und unzählige Nägel verarbeiteten. Durch fallende Preise durch die herrschende Wirtschaftskreise konnte man fast 30 % der geplanten Baukosten sparen. Große Begeisterung für das Vorhaben und eiserne Disziplin ermöglichten es, in fünfeinhalb Monaten den Garden fertigzustellen.

### Eröffnung
Am 12. November 1931 waren 13.542 Zuschauer (ca. 1.500 Plätze blieben leer) dabei, als die Toronto Maple Leafs im ersten Spiel gegen die Chicago Black Hawks mit 1:2 unterlagen. Die Leafs holten in dieser Saison ihren ersten Stanley Cup.

### Veranstaltungen
Die Gardens waren vor allem für die Toronto Maple Leafs gebaut worden und Eishockey war das große Zugpferd der neuen Sportarena. Doch natürlich war man auch am wirtschaftlichen Erfolg der Halle interessiert und bemühte sich um eine Vielzahl von Veranstaltungen. Man versuchte weitere Mannschaften zu gewinnen und konnte sowohl sportliche Veranstaltungen als auch Musikevents für die Gardens holen. Aber auch für große Veranstaltungen in Politik und Religion war der Garden ein gefragter Veranstaltungsort.

#### Eishockey
- 12. November 1931: Erstes NHL-Eishockeyspiel Toronto Maple Leafs gegen Chicago Black Hawks 1:2
- 13. November 1931: Erstes Spiel der OHA, Toronto Marlboros gegen die West Toronto Nationals 2:3
- 16. November 1931: Erstes Juniorenspiel Toronto Canoe Club gegen die University of Toronto 10:0
- 28. November 1931: Erster Sieg der Maple Leafs gegen die Boston Bruins 4:3
- 06. Dezember 1931: Erster Shutout der Maple Leafs gegen die Montreal Maroons 4:0
- 09. April 1932: Erster Stanley-Cup-Sieg der Maple Leafs
- 03. April 1933: Ken Doraty beendet Spiel nach 104:46 in der Nachspielzeit
- 14. Februar 1934: Erstes NHL All-Star Game zu Gunsten von Ace Bailey
- 09. April 1934: King Clancy Nacht zum Saint Patrick’s Day

#### Boxen/Wrestling
Genau eine Woche nach dem ersten Eishockeyspiel sahen 15.800 Zuschauer das erste Wrestling Event mit Jim Londos im Hauptkampf. Im September 1932 wurde erstmals ein Kampf um einen Weltmeistertitel im Boxen in die Gardens ausgetragen. Für Highlights im Boxen sorgten 1966 in die Maple Leaf Gardens Muhammad Ali und George Chuvalo sowie Clyde Gray und José Nápoles 1973.
- 19. November 1931: Wrestling Veranstaltung des Queensbury Athletic Club mit Jim Londos
- 19. Mai 1932: Boxen; Al Brown besiegt Spieder Pfadner

#### Basketball

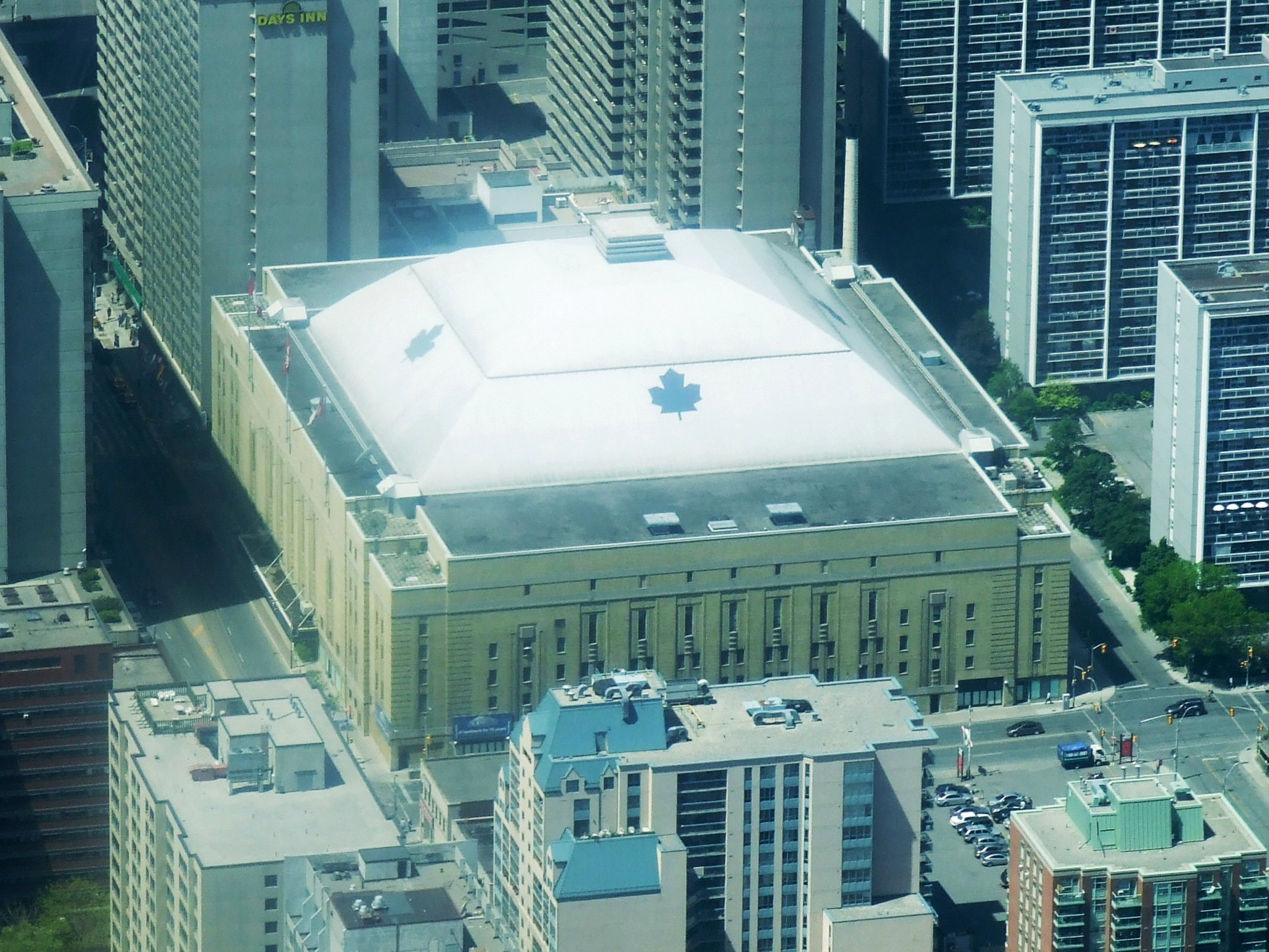
Ostseite des Maple Leaf Gardens (2008)

1946 versuchte man mit den Toronto Huskies auch erstklassigen Basketball nach Toronto zu holen. Am 1. November waren zum ersten Spiel die New York Knicks zu Gast. Nach Ende der Saison endete das Intermezzo der Huskies in Toronto.
2015 wurde hier das CIS Basketball Final 8 (Finalturnier um die Kanadische Meisterschaft für Universitätsmannschaften im Basketball) ausgetragen.

#### Weitere Sportveranstaltungen
- 3. Mai 1932: Erstes Lacrosse Ligaspiel
- 4. Mai 1932: Badminton-Turnier
- 6. – 7. Februar 1934: Nordamerikanisch Meisterschaft im Eisschnelllauf

#### Konzerte
Auch Musikevents fanden im Stadion statt. So spielte am 2. April 1957 Elvis Presley. In den 60er Jahren waren zwischen 1964 und 1966 dreimal die Beatles zu Gast. Die Gardens waren damit die einzige Halle, die sie auf allen drei Touren besuchten. Während seiner From the Cradle World Tour im Jahr 1994, trat der britische Rockmusiker Eric Clapton zweimal in dem Stadion auf.

#### Politische Veranstaltungen
Jede politische Partei die etwas auf sich hielt, veranstaltete große Wahlkampfauftritte ihrer Spitzenkandidaten in die Gardens.
- 3. März 1932: Ansprache von Winston Churchill

#### Religiöse Veranstaltungen
Alle Konfessionen nutzten die Maple Leaf Gardens für große Veranstaltungen.
- 5. Mai 1932: Zeugen Jehovas

### Umzug der Maple Leafs

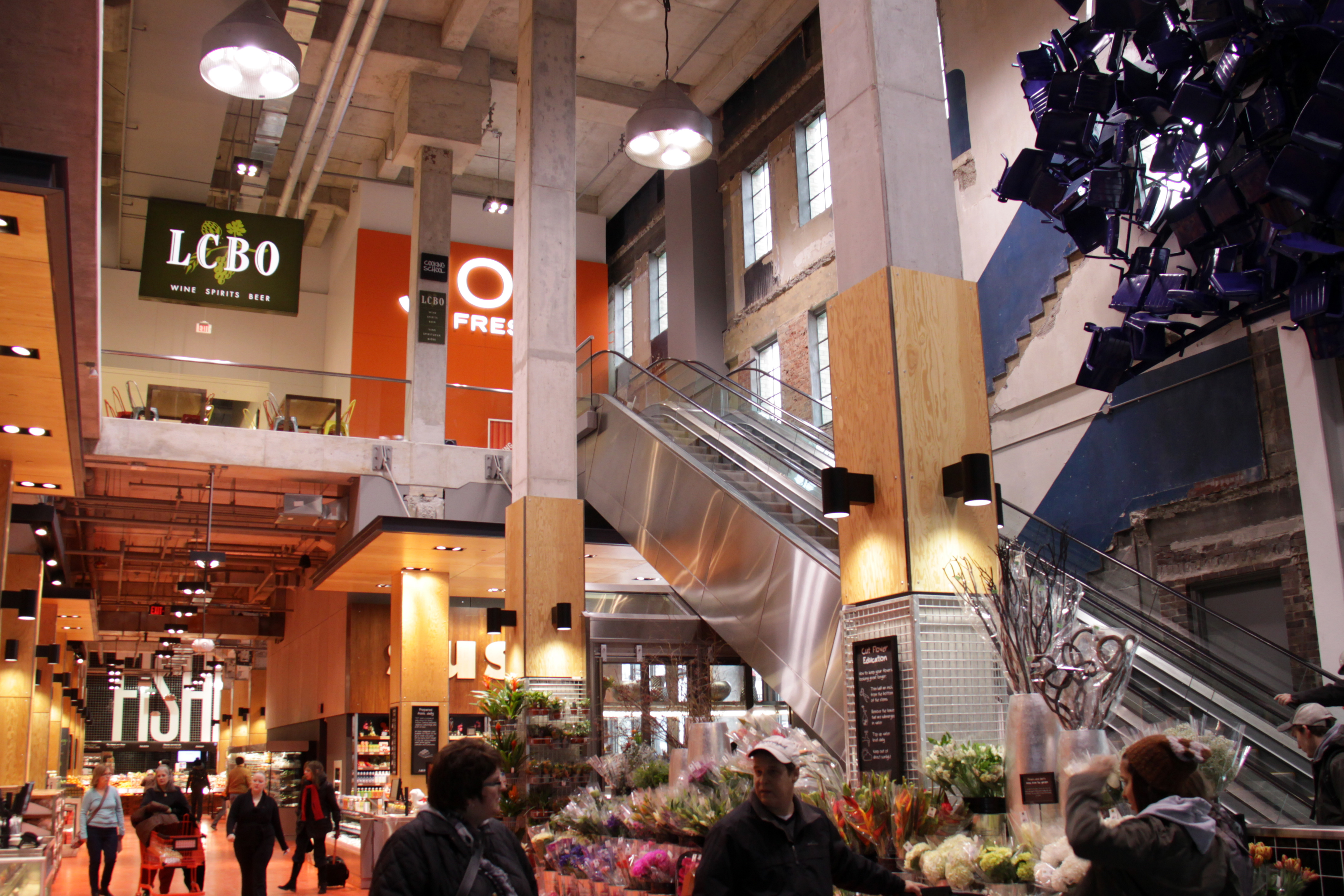
Innenansicht nach dem Umbau (2011)

Ende der 1990er Jahre, als in den meisten Städten neue Stadien standen, entschied man sich auch in Toronto zum Bau einer neuen Halle, dem Air Canada Centre. Mit dem Umzug der Maple Leafs ging es langsam mit den Maple Leaf Gardens bergab. Seit 2004 ist das Stadion im Besitz der Loblaw Companies. Im Jahr 2007 wurde Maple Leaf Gardens zu einer National Historic Site erklärt. Ende 2009 wurden von Loblaws, der Ryerson University und der kanadischen Regierung ein Finanzierungsplan für einen Umbau vorgelegt, wonach das Gebäude in Zukunft sowohl einen Supermarkt, als auch ein Sportzentrum für die Universität und die Öffentlichkeit, inklusive eines Eishockey-Spielfelds, beherbergen sollte. 2011 wurden die Umbauarbeiten abgeschlossen.